# Міст імені 25 квітня

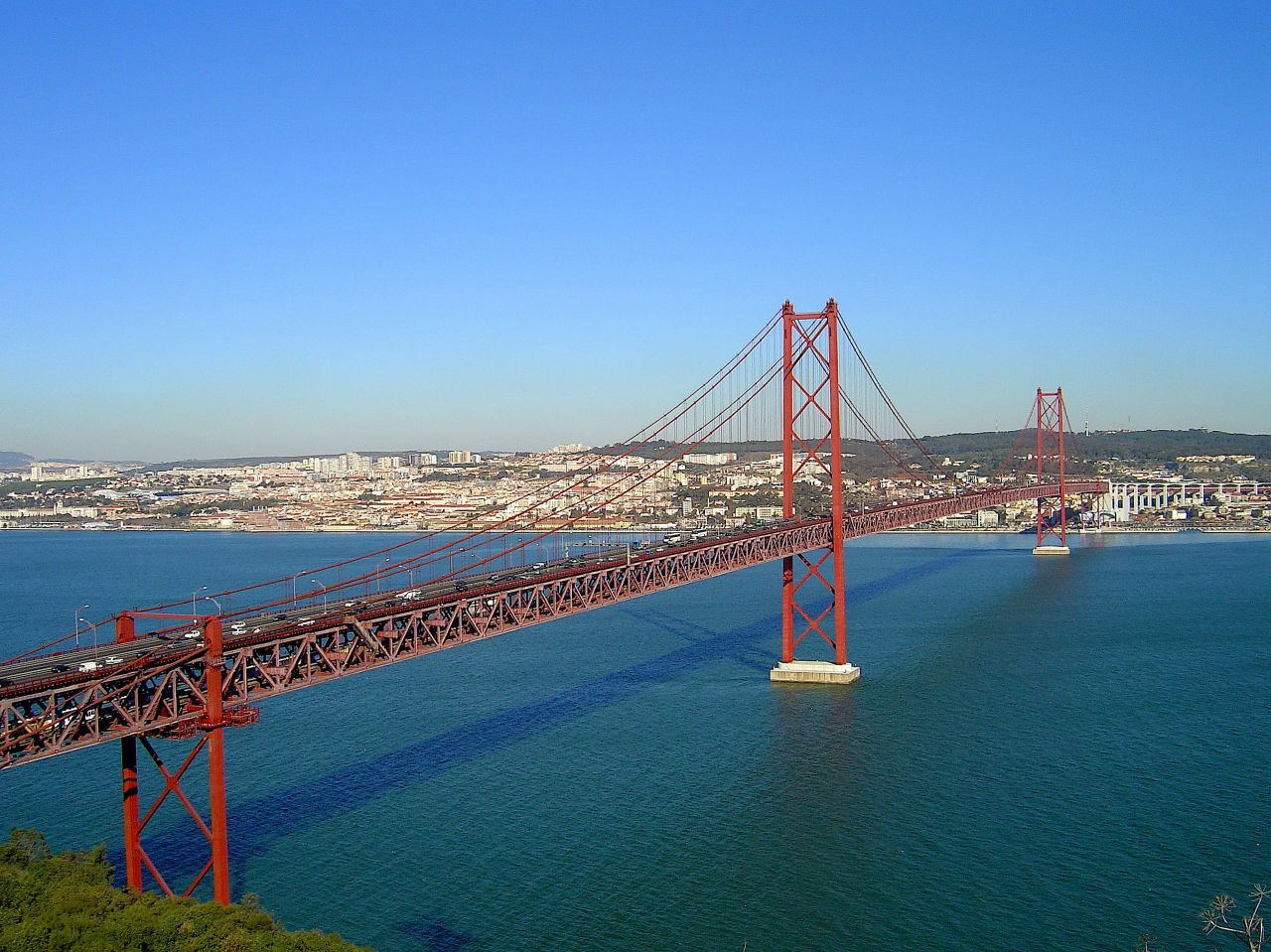
Міст 25 квітня, вид з Алмаду

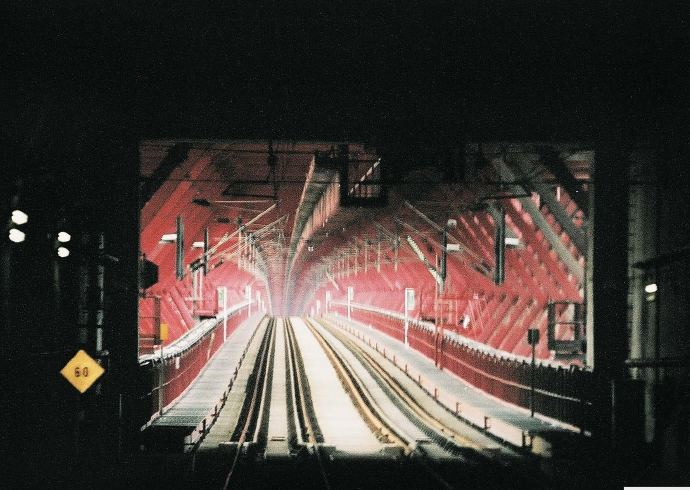
Вид залізничних колій на Мосту 25 Квітня

Міст 25 квітня (порт. Ponte 25 de Abril) — підвісний міст, що сполучає Лісабон на північному (правому) і Алмаду на південному (лівому) березі річки Таг.
Міст перетинає місце впадання Тагу в Атлантичний океан. Відкритий 6 серпня 1966 року. До 1974 року міст мав назву на честь Антоніу Салазара (порт. Ponte Salazar), але був перейменований після Революції гвоздик. Міст входить в 20-ку висячих мостів світу по довжині.

## Історія створення
Ідея створення моста, що сполучає Лісабон з Алмаду або Монтижу, висловлювалася в XIX (1876 р.) і на початку XX століття. Вона отримала подальший розвиток в 1929 році, коли португальський інженер Антоніу Белу (порт. António Belo) запросив кошти на будівництво залізниці через річку Таг. Внаслідок цієї ініціативи в 1933 р. за вказівкою міністра громадських робіт Дуарте Пашеку (порт. Duarte Pacheco) була утворена комісія, яка провела певний аналіз і в 1934 р. подала уряду пропозицію, частиною якої було спорудження залізничного мосту. Було розпочато конкурс, проте всі ці проекти виявилися менш пріоритетними, ніж міст ім. маршала Кармона (порт. Ponte Marechal Carmona), відкритий в 1951 році.
Тільки в 1953 році португальський уряд створив комісію, метою якої було вивчення і представлення рішень для організації автомобільного та залізничного руху між Лісабоном і південним берегом Тагу. У 1958 році було офіційно прийнято рішення про будівництво моста, а наступного року — оголошено відкритий міжнародний конкурс. Після розгляду чотирьох проектів у 1960 р. перемога була присуджена консорціуму на чолі з північно-американською фірмою «Експортна сталеливарна компанія США» (англ. United States Steel Export Company), яка брала участь ще в конкурсі 1935 року.
5 листопада 1962 року були розпочаті будівельні роботи. Вони велися Американською мостобудівною компанією (англ. American Bridge Company), частиною консорціуму, який виграв тендер, а також за допомогою 11 місцевих компаній. При спорудженні моста загинули 4 робітники з 3000, які брали участь в будівництві. Роботи зайняли 2 185 000 людино-годин; повна вартість моста досягла 2,2 млрд португальських ескудо, або 32 млн доларів США (201 млн доларів у перерахунку на 2006 р. з урахуванням інфляції).
Через 45 місяців після початку робіт (на півроку раніше терміну), 6 серпня 1966 р. в Алмаді відбулася урочиста церемонія відкриття в присутності вищих осіб держави, серед яких були Президент Республіки адмірал Амеріку ді Деуш Рудрігеш Томаш, Прем'єр-міністр Антоніу де Олівейра Салазар і Патріарх Лісабона кардинал Мануел Гонсалвіш. Споруда дістала назву Міст Салазара на честь прем'єра (Салазара).
Згодом після Революції гвоздик міст був перейменований на честь дня, коли відбулася ця подія.
У листопаді 1998 р. ширина проїжджої частини для автотранспорту була розширена з 4 до 6 смуг, а 30 червня 1999 року було відкрито рух поїздів по Південній лінії (порт. Linha do Sul). Ці модифікації потребували істотного посилення конструкції: надбудови головних опор, додавання ще одного набору несучих тросів, що проходять поверх уже наявних, тощо. Американська мостобудівна компанія брала участь і в цій модернізації.

## Оплата проїзду
Спочатку планувалося, що експлуатація моста погасить борги за 20 років, і після закінчення цього періоду проїзд по ньому стане безкоштовним або істотно дешевшим. Однак уряд зберігав розмір збору понад 20 років, поки право організації оплати не було передано приватному консорціуму Лузопонте, що призвело до практично монопольного регулювання. З 1993 року плата стягується тільки за проїзд у північному напрямку. В останні роки питання оплати став предметом політичних суперечок.
Відразу після відкриття для придбання квитка вартістю 90 ескудо було необхідно припаркувати машину і пройти до каси. 14 червня 1994 року уряд, який в той час контролював збори, підвищив ціну до 150 ескудо з метою підготовки до передачі Лузопонте на термін 40 років з 1 січня 1996 р. Консорціум Лузопонте був організований для будівництва Моста Вашку да Гама при практично нульовому фінансуванні, лише за рахунок збору коштів за проїзд по обом мостам. Це підвищення призвело до хвилювань, що виявилися в блокуванні доріг і залученні поліції. Даний захід негативно вплинув на популярність правого крила уряду, через що на виборах 1995 року багато хто пророкував перемогу лівоцентристів.
На початок ХХІ сторіччя вартість проїзду по мосту становить 1,65 євро для пасажирських автомобілів, тільки що прямують на північ (до Лісабону).

## Технічні характеристики
В 2006 році середньодобова кількість автомобілів, що перетинають міст, досягла 150 000 при середньому значенні для години пік 7000. Залізничний рух також дуже інтенсивний: 157 поїздів на добу. В цілому близько 380 000 чоловік щодня перетинають міст в обох напрямках.
Нижче наведені інші цікаві цифри, які здебільшого стосуються дати відкриття мосту.
- 1012,88 м — довжина основного прольоту.
- 2277,64 м — повна довжина мосту.
- 70 м — висота верхньої платформи над поверхнею води.
- 190,47 м — висота головних пілонів (опор) над поверхнею води. На дату відкриття міст був другим, а зараз є шостою або сьомою по висоті спорудою Португалії (Список найвищих споруд Португалії[en]) і одним з найвищих мостів у Європі.
- 58,6 см — діаметр основних несучих тросів.
- 11 248 — число сталевих жил діаметром 4,87 мм в кожному несучому тросі.
- 54 196 км — загальна довжина сталевого дроту в несучих тросах.
- 79,3 м — глибина фундаменту головного південного пілона під рівнем води.
- 30 км — загальна довжина під'їзних шляхів на 32 віадуках.
- На будівництво споруди витрачено 263 000 м³ бетону і 72 600 т сталі.

Дані частково взяті з документальної передачі португальського телеканалу RTP1, що вийшла в ефір 6 серпня 2006 року.

## Цікаві факти

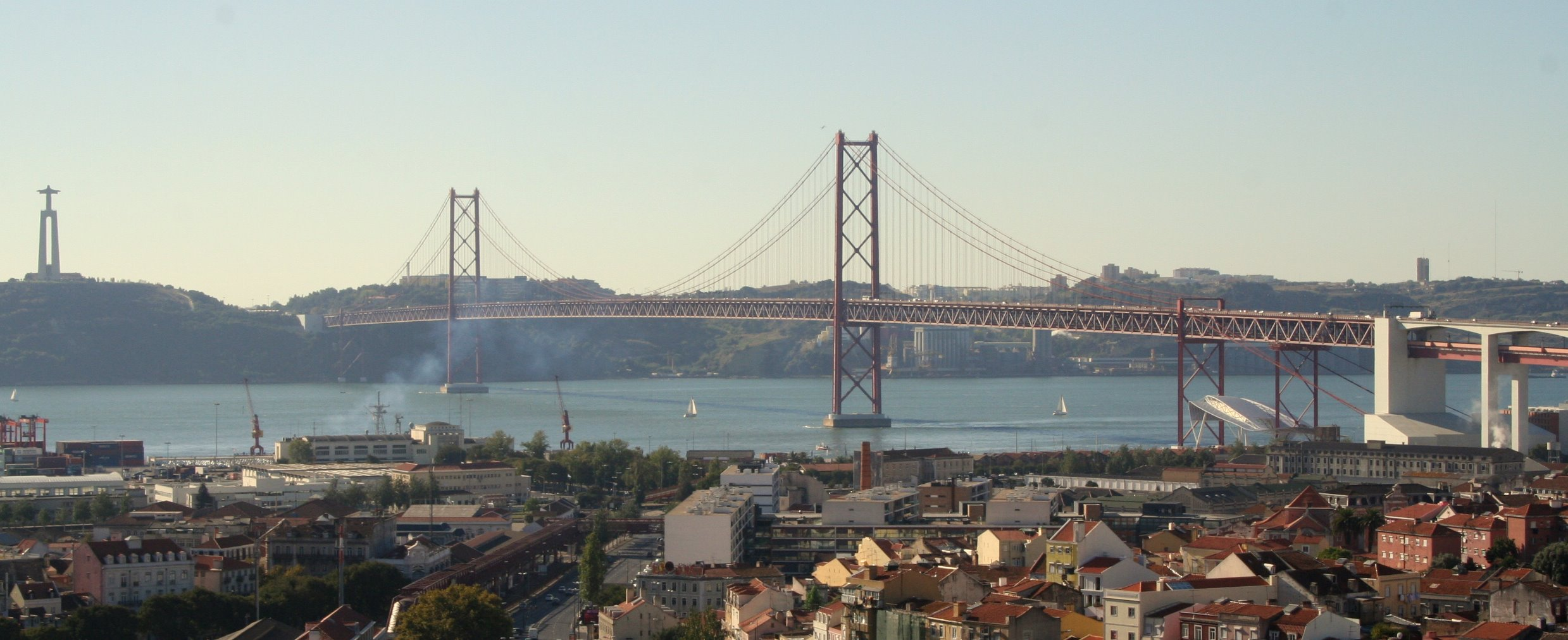
Міст 25 квітня, вид з цвинтаря Празереш.

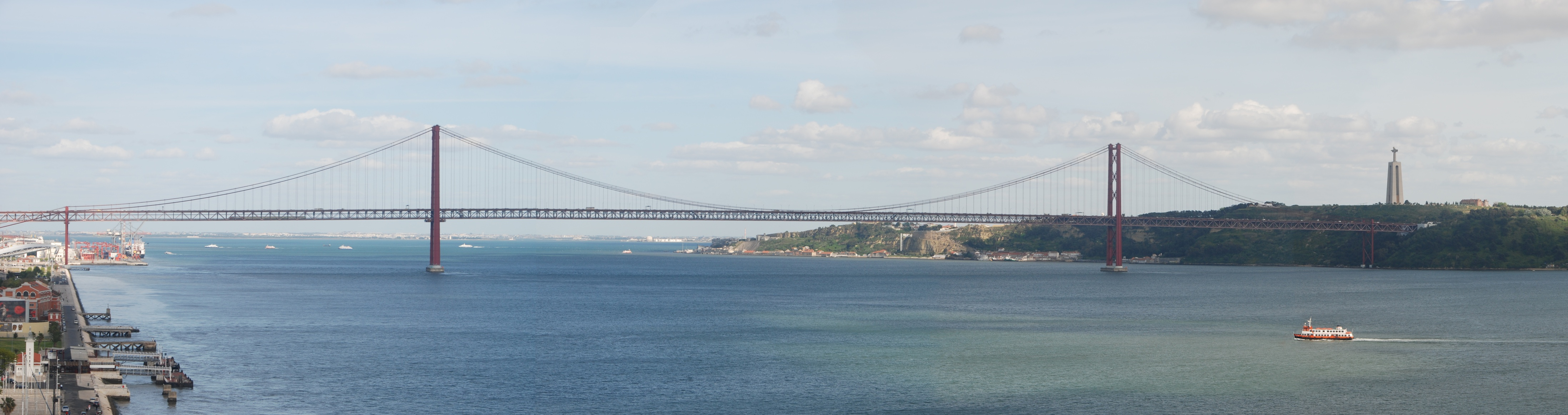
Міст 25 квітня, вид від Санта-Марія-ді-Белен.

Міст 25 квітня, панорамний вид від палацу Несессідадеш.

Через схожість конструкції і кольору Міст імені 25 квітня порівнюють з мостом Золота Брама у Сан-Франциско, США.
Проте Міст 25 Квітня будувався тією ж компанією (American Bridge Company), яка споруджувала інший міст — через затоку між Сан-Франциско і Оклендом . Це пояснює схожість дизайну Моста 25 квітня і Сан-Франциско — Окленд, особливо якщо врахувати, що обидва вони розташовані в сейсмонебезпечних зонах.
На цьому мосту були відзняті сцени з декількох фільмів, у тому числі з частини бондіани «На секретній службі Її Величності» (1969 р).
Автомобілі, що їдуть крайньою лівою смугою, видають специфічний звук — прослухати (59с) — тому що центральна частина полотна не покрита асфальтом, а зроблена зі сталевої решітки.

## Примітка
1. 1 2  http://www.patrimoniocultural.gov.pt/pt/patrimonio/patrimonio-imovel/pesquisa-do-patrimonio/classificado-ou-em-vias-de-classificacao/geral/view/18933276
2. 1 2  Structurae — Ratingen: 1998.
3. ↑  Time Out. Time Out Lisbon 1. — Penguin Books Limited, 1999. — С. 84. — ISBN 0140273158.
4. ↑  Марк Ріголь, Клод-Віктор Ланглуа. Ulysses Portugal. — 3. — Ulysses, 2000. — С. 67. — ISBN 2894642458.
5. ↑  Міст 25 Квітня. Архів оригіналу за 6 січня 2018. Процитовано 5 січня 2018.

 Вікісховище має мультимедійні дані за темою: Міст імені 25 квітня